# Красилівська сільська рада (Бахмацький район)
Краси́лівська сільська́ ра́да — адміністративно-територіальна одиниця та орган місцевого самоврядування в Бахмацькому районі Чернігівської області. Адміністративний центр — село Красилівка.

## Загальні відомості
- Територія ради: 42,46 км²
- Населення ради: 922 особи (станом на 1 січня 2012 року)

## Історія
Сільська рада створена на базі у 1918 році. Нинішня сільська рада є однією з 20-ти сільських рад Бахмацького району і одна з 16, яка складається більше, ніж з одного населеного пункту.

## Населені пункти
Сільській раді були підпорядковані населені пункти:
- с. Красилівка
- с-ще Перемога
- с-ще Черемушки

## Склад ради
Рада складалася з 14 депутатів та голови.
- Голова ради: Осипенко Світлана Віталіївна
- Секретар ради: Данильчатенко Валентина Олександрівна

### Керівний склад попередніх скликань
| Прізвище, ім'я, по батькові  | Основні відомості                                                                       | Дата обрання | Дата звільнення |
| ---------------------------- | --------------------------------------------------------------------------------------- | ------------ | --------------- |
| Ігнатко Василь Васильович    | Сільський голова, 1953 року народження, член Народної партії                            | 26.03.2006   | 31.10.2010      |
| Осипенко Світлана Віталіївна | Сільський голова, 1962 року народження, освіта середня спеціальна, член Партії регіонів | 31.10.2010   |                 |

Примітка: таблиця складена за даними сайту Верховної Ради України

### Депутати
За результатами місцевих виборів 2010 року депутатами ради стали:

#### За суб'єктами висування
| Суб'єкт висування           | Кількість обраних депутатів | %    |
| --------------------------- | --------------------------- | ---- |
| Партія регіонів             | 11                          | 78,6 |
| Комуністична партія України | 1                           | 7,1  |
| Народна партія              | 1                           | 7,1  |
| Самовисування               | 1                           | 7,1  |

#### За округами
| № округу                    | Прізвище, ім'я, по батькові           | Дата визнання обраним | Освіта             | Партійна приналежність | Відомості про обраного депутата                       |
| --------------------------- | ------------------------------------- | --------------------- | ------------------ | ---------------------- | ----------------------------------------------------- |
| Комуністична партія України |                                       |                       |                    |                        |                                                       |
| 5                           | Кушка Людмила Володимирівна           | 02.11.2010            | середня спеціальна | позапартійна           | СТОВ «Агро-Світ», бухгалтер                           |
| Народна Партія              |                                       |                       |                    |                        |                                                       |
| 6                           | Рябець Людмила Андріївна              | 02.11.2010            | середня            | позапартійна           | тимчасово не працює                                   |
| Партія регіонів             |                                       |                       |                    |                        |                                                       |
| 2                           | Куслій Галина Миколаївна              | 02.11.2010            | середня            | член Партії регіонів   | СТОВ «Агро-Світ», завідуючаскладом                    |
| 3                           | Каморда Василь Григорович             | 02.11.2010            | середня            | член Партії регіонів   | тимчасово не працює                                   |
| 4                           | Жолобко Надія Іванівна                | 02.11.2010            | вища               | член Партії регіонів   | ПСК «Янтар», головний бухгалтер                       |
| 7                           | Гойда Ганна Григорівна                | 02.11.2010            | середня            | член Партії регіонів   | Красилівська загальноосвітня школа I-III ст., кухар   |
| 8                           | Шепель Володимир Григорович           | 02.11.2010            | вища               | член Партії регіонів   | Бахмачське райагролісництво, лісник                   |
| 9                           | Бондар Галина Григорівна              | 02.11.2010            | вища               | член Партії регіонів   | ПСК «Янтар», директор                                 |
| 10                          | Соловей Іван Олексійович              | 02.11.2010            | вища               | член Партії регіонів   | Красилівська загальноосвітня школа I-III ст., вчитель |
| 11                          | Данильчатенко Валентина Олександрівна | 02.11.2010            | вища               | член Партії регіонів   | Красилівськасільськарада, секретар                    |
| 12                          | Ковтун Володимир Володимирович        | 02.11.2010            | середня            | член Партії регіонів   | ПП «Укр.-Агротранс», тракторист                       |
| 13                          | Ясько Тетяна Вікторівна               | 02.11.2010            | середня            | член Партії регіонів   | ЗАТ"Куликівськемолоко", приймальник молока            |
| 14                          | Роговий Петро Іванович                | 02.11.2010            | вища               | член Партії регіонів   | Конотопськадистанціяколії, бригадирколії              |
| Самовисування               |                                       |                       |                    |                        |                                                       |
| 1                           | Білич Олексій Григорович              | 09.01.2011            | середня            | член Партії регіонів   | ТОВ «Агросвіт», заступник директора                   |